# Foucaucourt-sur-Thabas
Foucaucourt-sur-Thabas ist eine französische Gemeinde mit 61 Einwohnern (Stand: 1. Januar 2022) im Département Meuse in der Region Grand Est. Sie gehört zum Kanton Dieue-sur-Meuse im Arrondissement Bar-le-Duc.

## Geographie
Das Flüsschen Hardillon, das hier auch noch Thabas genannt wird, entspringt dort und durchquert das Gemeindegebiet.
Nachbargemeinden sind Waly im Norden, Autrécourt-sur-Aire im Nordosten, Nubécourt im Osten, Èvres im Südosten, Seuil-d’Argonne im Südwesten. Brizeaux im Westen sowie Beaulieu-en-Argonne im Nordwesten.

## Bevölkerungsentwicklung

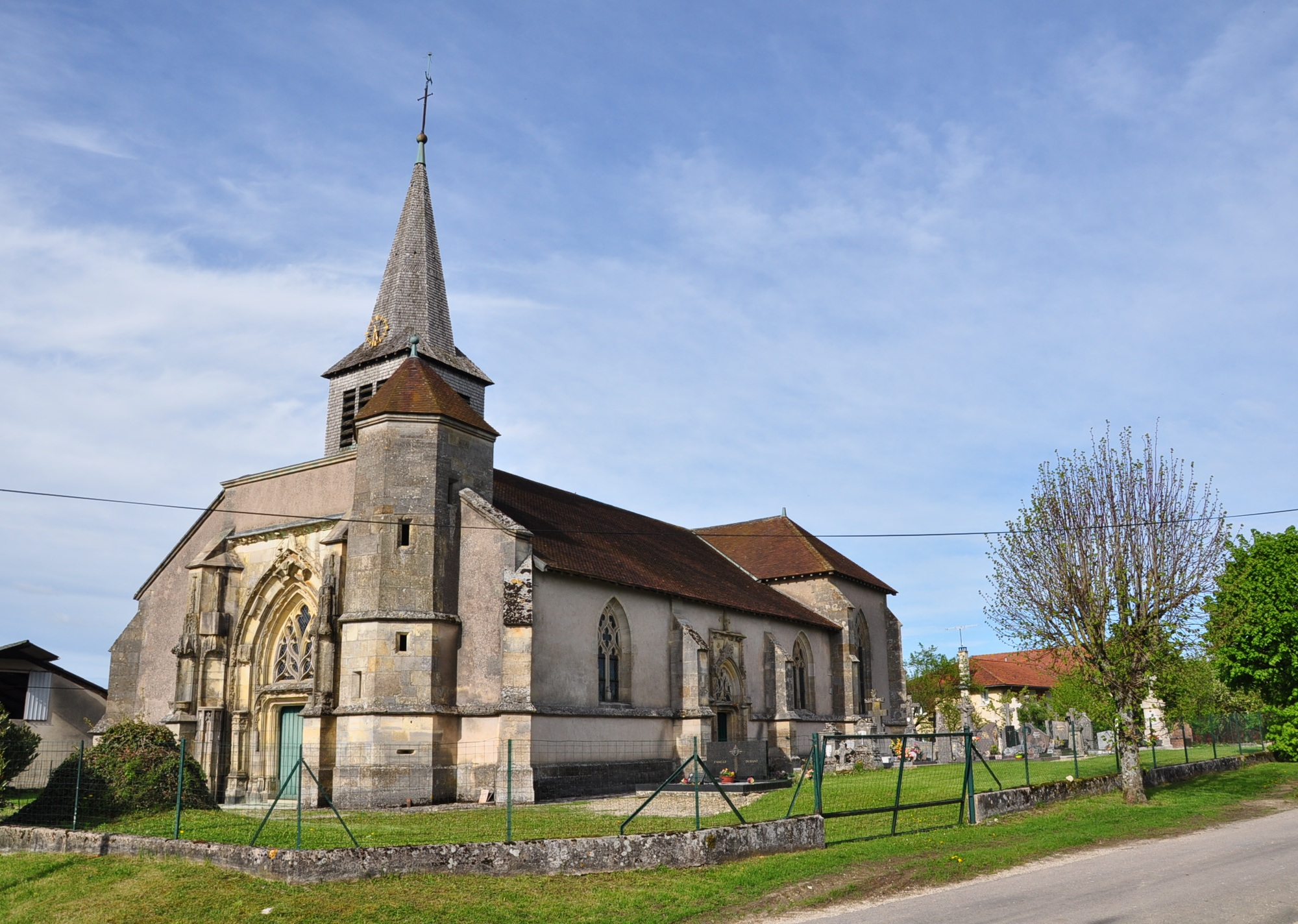
Kirche Saint-Jean-Baptiste, seit 1941 ein Monument historique

| Jahr      | 1962 | 1968 | 1975 | 1982 | 1990 | 1999 | 2008 | 2019 |
| --------- | ---- | ---- | ---- | ---- | ---- | ---- | ---- | ---- |
| Einwohner | 104  | 87   | 76   | 73   | 61   | 64   | 59   | 58   |